# Hospital Vera Cruz
O Hospital Vera Cruz é um hospital localizado no Centro da cidade de Campinas, situado na Avenida Andrade Neves, 402.

## História
Em julho de 2002, inaugurou-se a parte nova do hospital, que passou a ter mais 9.800m² de área, nova ala administrativa, solário, lanchonete e anfiteatro e mais 14 leitos para a Unidade de Terapia Intensiva adulta e neonatal.

## Especialidades
O hospital possui 158 leitos, divididos quartos coletivos, quartos privativos e apartamentos. As especialidades e exames realizados estão nas seguintes áreas: Clínica Médica, Cardiologia (mais os exames),* Dermatologia, Endocrinologia, Geriatria, Ginecologia, Obstetrícia, Mastologia, Hematologia, Imaginologia, Ultrassonografia, Ressonância Magnética, , Neurologia, Ortopedia, Patologia Clínica, Pediatria e Pneumologia.

## Centro Clínico
O hospital possui um Centro Clínico no bairro Guanabara, que possui as seguintes especialidades: Clínica Médica, Cardiologia, Dermatologia, Endocrinologia, Geriatria, Ginecologia, Obstetrícia, Mastologia, Ortopedia e Pediatria.

## Página relacionada
- Página oficial do Hospital Vera Cruz